# Southern Command (jeu vidéo)
Pour les articles homonymes, voir Southern Command (homonymie).
Southern Command est un jeu vidéo de type wargame créé par Roger Keating et publié par Strategic Simulations en novembre 1981 sur Apple II. Le jeu simule trois jours de combat entre l’armée israélienne et l’armées égyptiennes pendant la guerre du Kippour. Le jeu se déroule sur une carte, divisée en cases hexagonales, que le joueur peut faire défiler. A son tour, le joueur déplace et fait attaquer ses unités par l’intermédiaire du clavier. Il peut également définir leur mode de combat, qui influe sur leur performance en fonction de la situation, et donner des ordres différés qui ne sont exécutés que dans certaines conditions. À sa sortie, le jeu fait l’objet d’une critique très positive dans le magazine Computer Gaming World qui  le décrit comme un jeu « remarquable » et une simulation historique « très réaliste » et qui le juge aussi bon que Eastern Front. Le moteur de jeu de Southern Command est notamment réutilisé par Roger Keating pour créer une série de quatre wargames, baptisée When Super Powers Collides, qui simulent des combats d’une Troisième Guerre mondiale hypothétique. Le premier, Germany 1985, est publié en 1982 et est suivi de RDF 1985 (1983), Baltic 1985 (1984) et Norway 1985 (1985).

## Trame
Southern Command retrace trois jours d’affrontements entre l’armée israélienne et l’armées égyptiennes pendant la guerre du Kippour en 1973. Celle-ci débute le 6 octobre alors que la Syrie attaque le plateau du Golan et que les forces égyptiennes traverses le canal de Suez et pénètrent dans le Sinaï, contrôlé par Israël depuis 1967. L’armée israélienne parvient d’abord à vaincre les syriens puis décide de contre-attaquer sur le front sud, de traverser le canal et de menacer Le Caire afin de forcer les égyptiens à se replier.

## Système de jeu
Southern Command  est un wargame qui simule, au niveau opérationnel, trois jours de combat entre l’armée israélienne et l’armées égyptiennes pendant la guerre du Kippour,. L’objectif du camp israélien est de faire parvenir leurs troupes sur la rive Ouest du canal de Suez tout en repoussant les forces égyptiennes de la rive Est. Le vainqueur est déterminé par un système de point. Une partie se déroule normalement en vingt tours de jeu mais le joueur peut décider d’en jouer seulement dix. Il peut également modifier la position initiale des troupes égyptiennes (hors infanterie) qui est normalement conforme à la réalité du conflit. Dans les deux cas, le camp israélien se voit attribuer un bonus de points en compensation. Une partie peut opposer deux joueurs ou un joueur et l’ordinateur, qui contrôle alors l’armée égyptienne. Deux niveaux de difficulté sont alors proposés au joueur qui peut aussi choisir de jouer avec ou sans les unités camouflées.
Le jeu se déroule sur une carte composée de 28x39 cases hexagonales sur laquelle est notamment représenté le canal de Suez et le Grand Lac Amer. Dans le mode normal, seule une fraction (de 8x13 cases) de la carte est affichée à l’écran et le joueur doit donc la faire défiler, par l’intermédiaire d’une commande spécifique ou d’un curseur qu’il déplace à l’aide des touches directionnelles du clavier. Sur la carte, différents types de terrains sont représentés par des couleurs : bleu pour l’eau, vert pour la forêt, orange pour les terrains accidentés, blanc pour le sable. Les unités sont représentées par des symboles qui indiquent le type de troupe dont il s’agit (infanterie, infanterie motorisée, char de combat, artillerie, unité de reconnaissance…). Deux unités peuvent être empilées sur la même case. Un S s’affiche alors sur la case et le joueur peut examiner les unités concernées en déplaçant le curseur sur celle-ci. Pour les distinguer des israéliens, les empilements égyptiens sont repérés par un S entouré d’un carré. En appuyant sur la touche P, le joueur affiche la carte stratégique qui lui donne une vue d’ensemble de la zone de combat. Celle-ci indique la position des unités de chaque camp, mais pas leur type, ainsi que les principaux types de terrains. Dans le mode de mouvement standard, le joueur peut déplacer ses unités sur la carte dans n'importe quel ordre. Pour cela, il doit simplement déplacer son curseur sur une unité, appuyer sur la touche M, puis utiliser les touches directionnelles pour la déplacer. Le mouvement s’arrête lorsque son allocation de mouvement est atteinte ou lorsque le joueur appui sur la touche Q. Outre le mode standard, le jeu propose également un mode de mouvement « automatique ». Dans celui-ci, lorsqu'une unité à terminer son déplacement, le curseur se déplace automatiquement sur l’unité la plus proche n’ayant pas encore été déplacée. Si le joueur ne souhaite pas immédiatement la déplacer, il peut appuyer sur la touche L pour passer à l’unité suivante et revenir à celle-ci plus tard. Ce mode automatique peut être activé ou désactivé à tout moment. Le joueur peut également donner des ordres différés à ses unités. Au lieu de déplacer une unité, il doit pour cela lui demander de se déplacer et d’attaquer (ou seulement d’attaquer) une case précise si un ennemi se déplace sur celle-ci.
Le système de combat du jeu est basé sur un mécanisme de réduction de l’efficacité des unités qui perdent des points de combat en subissant des pertes et qui les récupères lorsqu’elles ont la possibilité de se réorganiser. Lorsque ces points sont réduits à zéro, l’unité est éliminée.  Les pertes subies au combat dépendant de la puissance relative et du type des unités impliquées ainsi que de la situation. Par exemple, effectuer un tir d’artillerie sur une unité avant de l’attaquer tend à augmenter les pertes qu’elle subit tout en réduisant celles subies par l’unité qui l’attaque. Pour chaque unité, les joueurs peuvent sélectionner un mode de combat, comme attaque, défense, rivière, réorganisation ou transport. Le mode attaque est par exemple le plus adapté pour les combats alors que le mode défensif est plus efficace contre les tirs d’artillerie ou les attaques aériennes. Chaque unité est caractérisée par sa force de combat, sa capacité de mouvement et son efficacité. L’efficacité détermine l’aptitude de l’unité à correctement utilisé sa force au combat, à changer de mode ou à se réorganiser. Dans ce domaine, les troupes israéliennes sont supérieures aux troupes égyptiennes.

## Développement et publication
Southern Command est développé par Roger Keating. Celui-ci programme son premier wargame en 1979, alors qu’il réside à Sydney, et le distribue dans une boutique locale sous le titre Conflict. Les retours très positifs des joueurs à son sujet le convainquent de le peaufiner puis de le proposer à plusieurs éditeurs aux États-Unis, dont Strategic Simulations qui accepte de le publier. En 1980, il quitte donc son travail de professeur de mathématique et de physique à l’école Cranbrook de Sydney pour se consacrer entièrement au développement de wargames. Il passe alors deux mois à San Francisco, pour terminer le développement de Operation Apocalypse, puis commence à développer un nouveau jeu sur le thème de la guerre du Kippour qu’il baptise Southern Command. Ce dernier est publié par Strategic Simulations en novembre 1981 sur Apple II,.

## Accueil
À sa sortie, Southern Command  fait l’objet d’une critique très positive du journaliste Bob Proctor dans le magazine Computer Gaming World. Celui-ci juge en effet que le jeu est « aussi bon » que Eastern Front  et note que les deux titres ont plus de points communs que de différences. Il ajoute ensuite que si Eastern Front  lui est supérieur sur certains points, comme par exemple sa capacité à calculer ses coups pendant le tour du joueur, Southern Command lui est supérieur dans d’autres domaines. Il note ainsi que contrairement à son concurrent, le jeu propose une carte stratégique, qui permet de visualiser l’ensemble de la carte, et qu’il offre également au joueur la possibilité de sauvegarder une partie. En conclusion, il le décrit comme un jeu « remarquable » et comme une simulation historique « très réaliste » et regrette uniquement que le jeu n’offre pas la possibilité de jouer les égyptiens contre l’ordinateur. Dans un dossier consacré aux wargames publié en 1983 dans le magazine Video Games, Southern Command est également salué par le journaliste Rich Sutton qui le recommande chaudement « à tous les joueurs de niveau intermédiaire ». Dans un autre dossier consacré aux wargame, publié en 1984 dans le magazine Tilt, le jeu fait enfin l’objet d’une critique très positive de Stormbringer qui lui attribue une note de cinq sur six. D'après lui, le jeu exploite en effet « au maximum » les possibilités offertes par l’ordinateur et se révèle être un programme de « très haut niveau » et une « belle victoire » pour son créateur .

## Postérité
Après avoir terminé Southern Command, Roger Keating repart de son moteur de jeu pour créer un nouveau wargames – baptisé Germany 1985 et publié en 1982 – qui simule une invasions hypothétique de l’Allemagne de l’Ouest par les soviétiques. Celui-ci inaugure une série de quatre wargames, qui partagent le même moteur de jeu et le même contexte historique, développés par Roger Keating et publié par Strategic Simulations sous le titre When Super Powers Collides. Le deuxième volet de la série, RDF 1985, est publié en 1983 et simule la réaction des États-Unis à une invasion soviétique de l’Arabie Saoudite. Le troisième, Baltic 1985, est publié en 1984 et simule une invasion soviétique dans le nord de l’Europe. Enfin, le quatrième, Norway 1985, est publié en 1985 et simule une invasion terrestre de la Norvège et la réponse de l’OTAN à cette attaque,.